# Jerzy Nowosielski

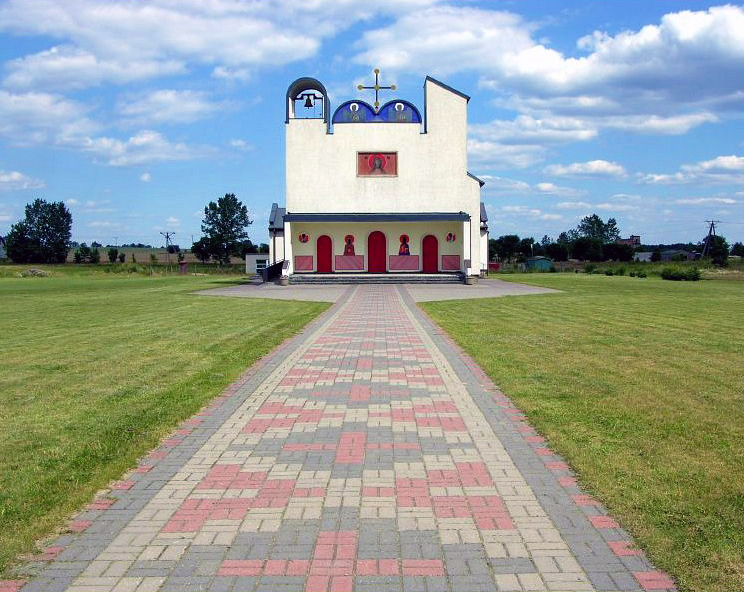
Biserica Ortodoxă Nașterea Preasfintei Născătoare de Dumnezeu din Biały Bór

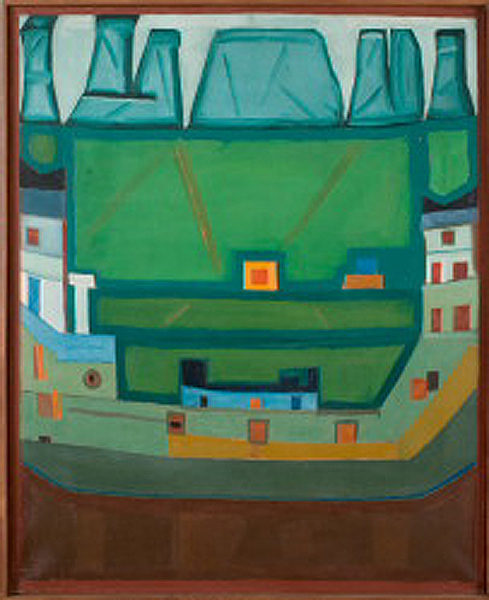
Oraș la poalele munților (peisaj)

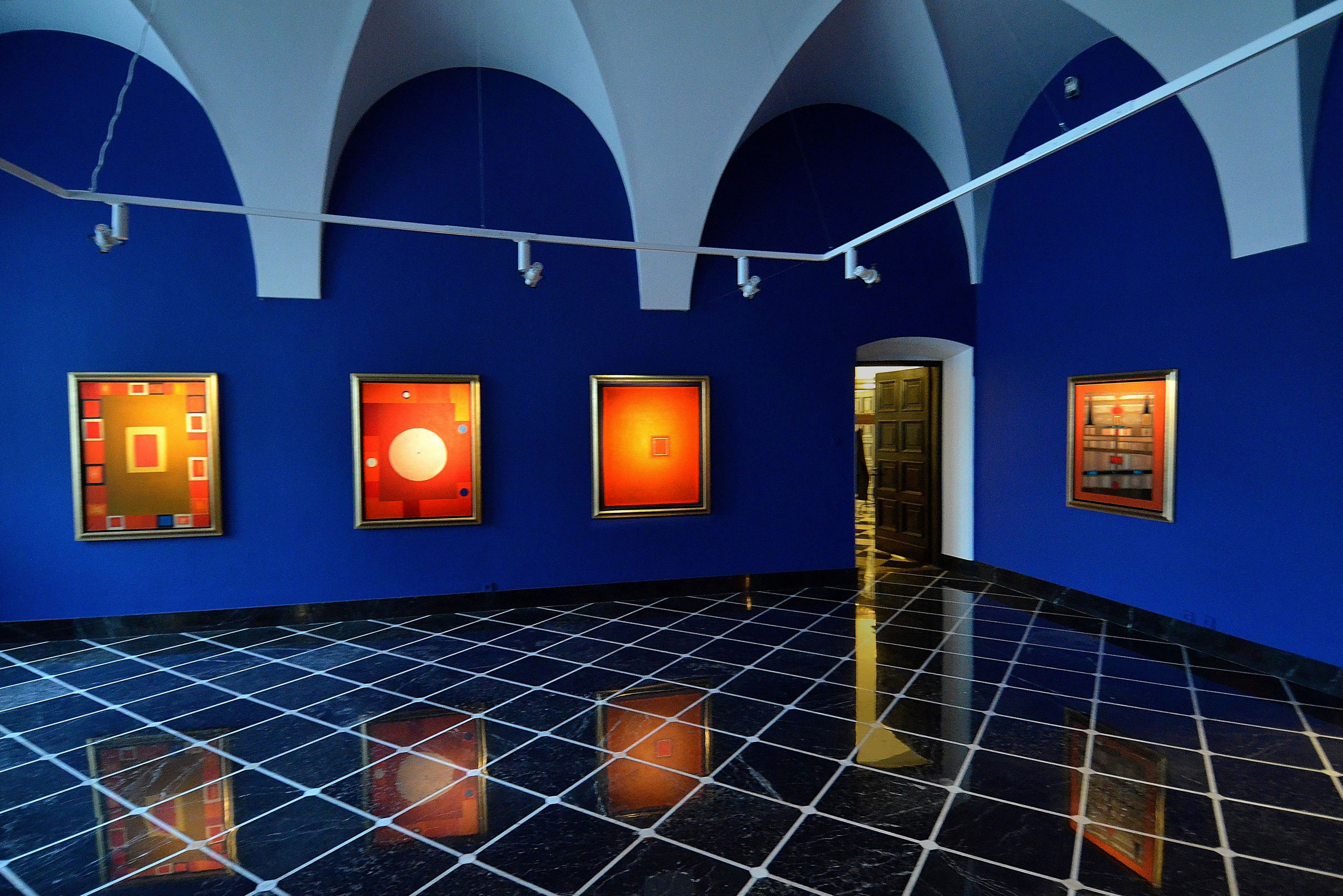
Sala Jerzy Nowosielski în Palatul Prezidențial din Varșovia, unde între anii 2012-2015 au fost prezentate 10 lucrări ale artistului

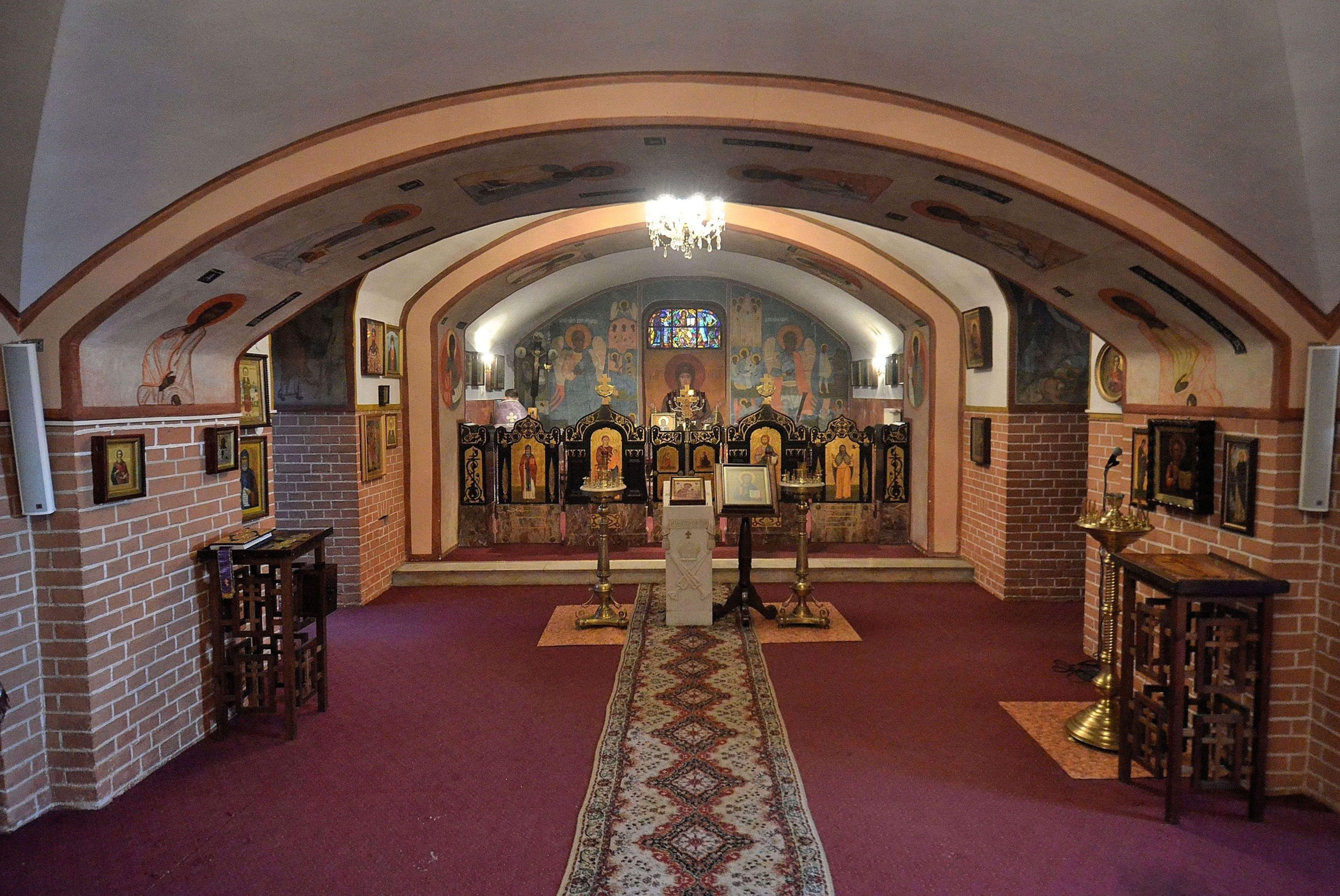
Fresce de Jerzy Nowosielski în capela Sf. Ilie și Sf. Ieronim de Stridon din biserica ortodoxă Sf. Jan Klimak din Varșovia

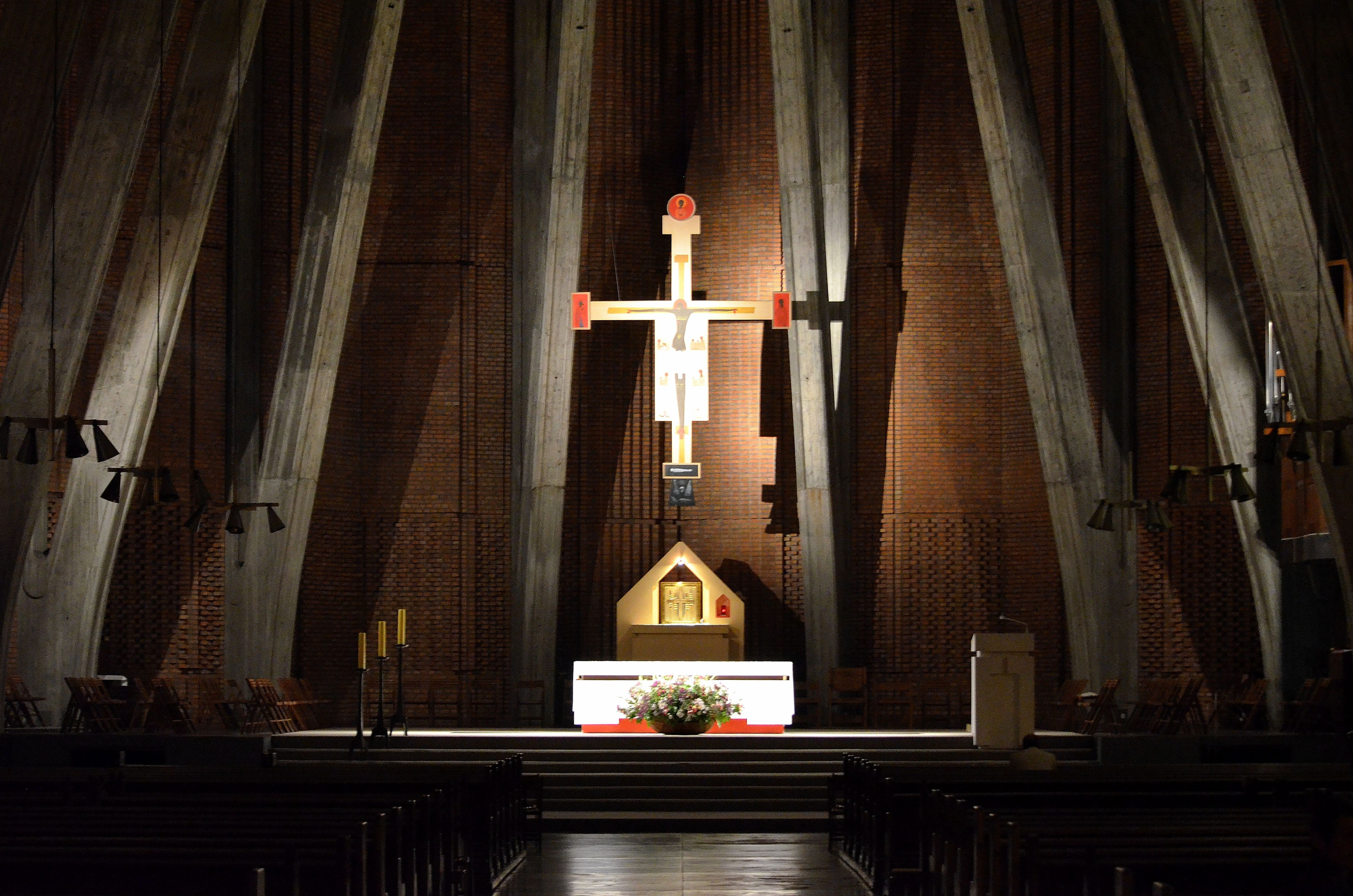
Crucifixul lui Jerzy Nowosielski din biserica Sf. Dominic din cartierul Służew în Varșovia

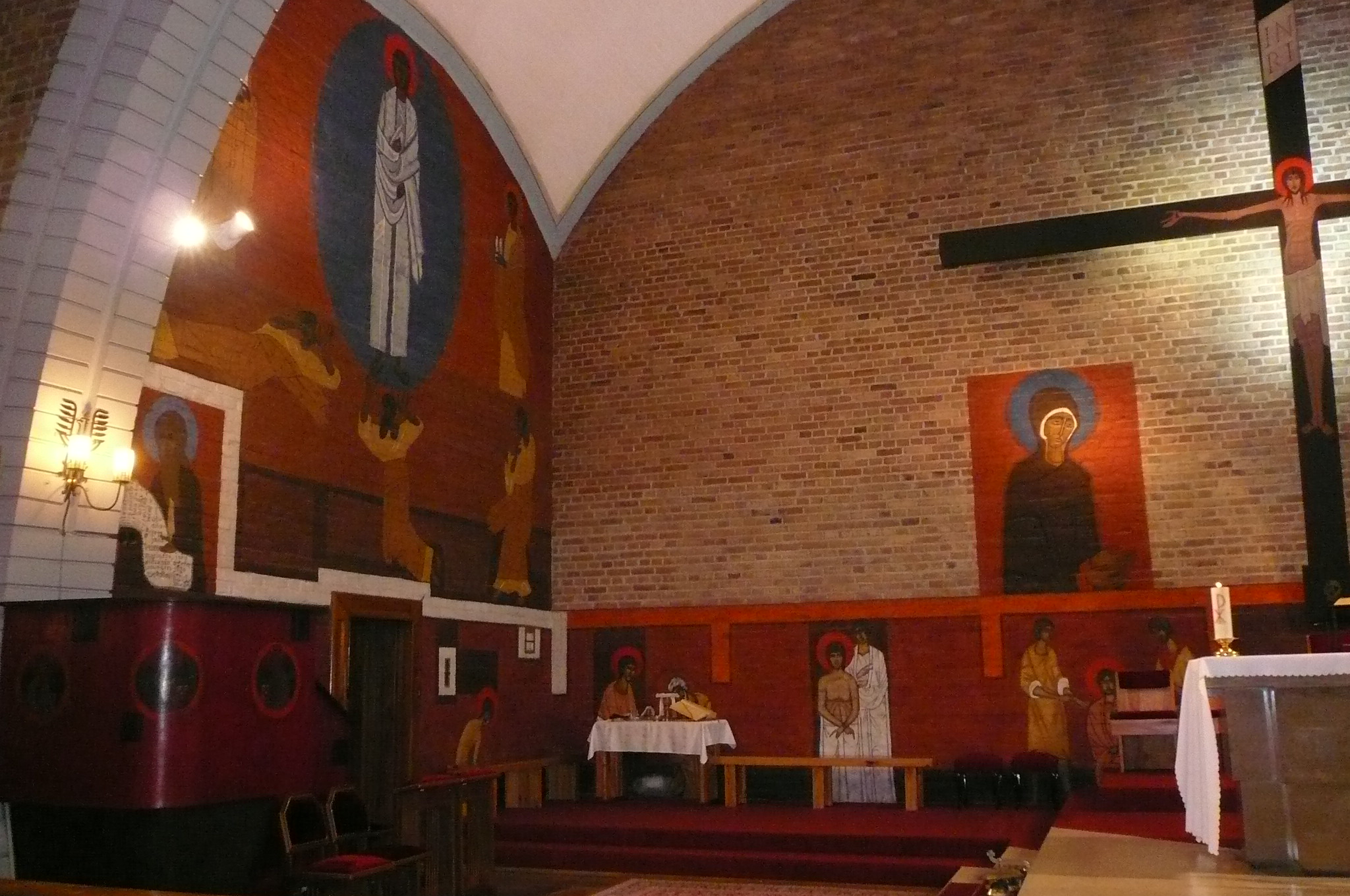
Picturi în prezbiteriul bisericii Înălțarea Sfintei Cruci din Varșovia (cartierul Jelonki)

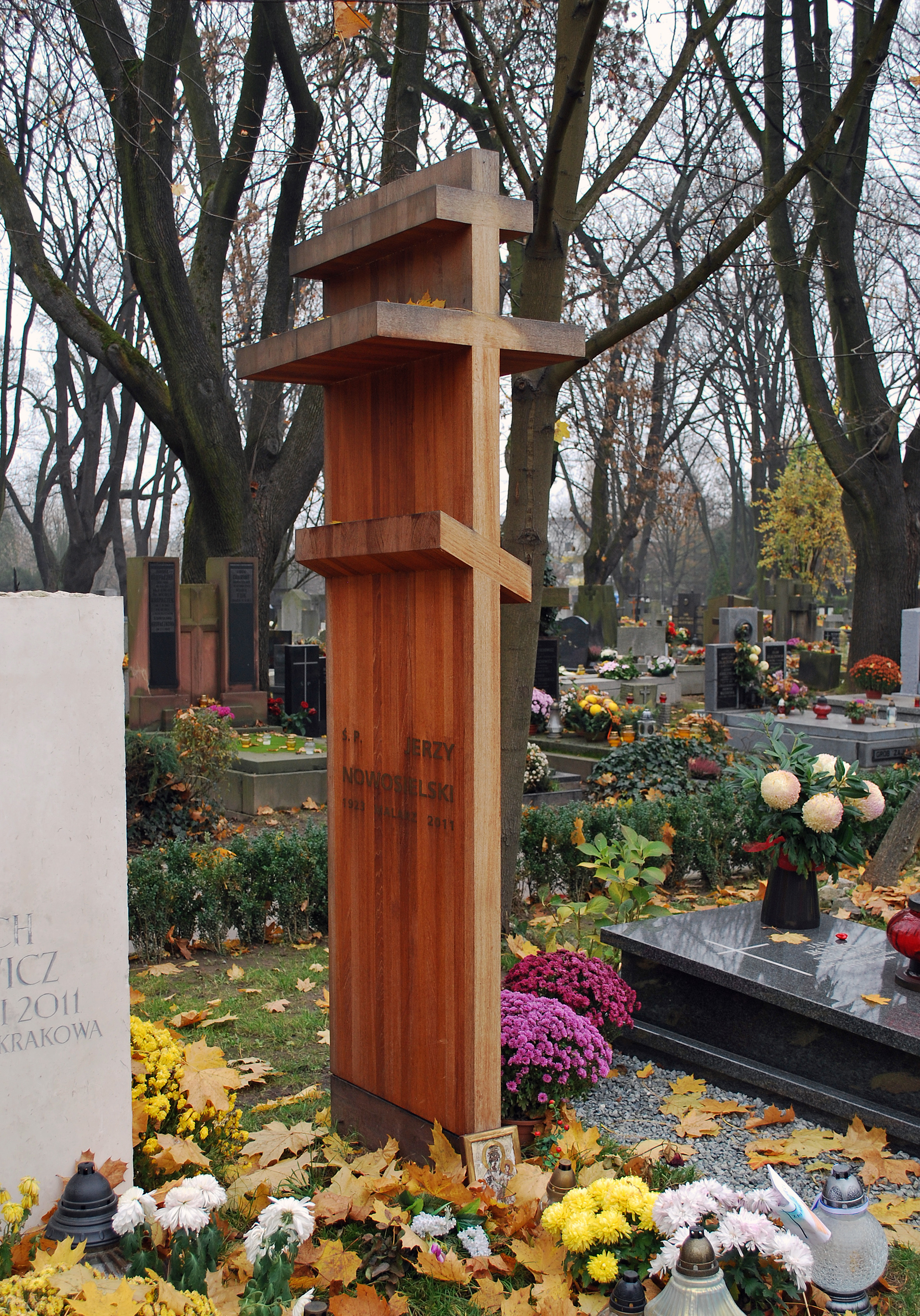
Mormântul lui Jerzy Nowosielski în cimitirul Rakowicki din Cracovia

Jerzy Nowosielski (n. 7 ianuarie 1923, Cracovia, Polonia – d. 21 februarie 2011, Cracovia, Polonia) a fost un pictor, desenator, scenograf, filozof și teolog ortodox polonez. Este considerat unul dintre cei mai remarcabili iconografi contemporani . Aniversarea a 100 de ani de la nașterea sa a determinat Seimul Republicii Polone să declare anul 2023 drept Anul Jerzy Nowosielski .

## Date biografice
S-a născut la Cracovia. Tatăl său a fost lemkian de rit greco-catolic, originar din Odrzechowa, Sanok, iar mama sa, Anna Harnlender, a fost poloneză cu origini germane. Strămoșii ei au venit în Polonia în timpul așa-numitei colonizări josefine.
Jerzy Nowosielski și-a început studiile în anul 1940, la Staatliche Kunstgewerbeschule Krakau, la clasa profesorului Stanisław Kamocki. Între anii 1942-1943 a studiat iconografia la Lavra Unită a Sfântului Ioan Botezătorul din Univ, lângă Lviv. După ce s-a întors la Cracovia, a colaborat cu viitoarea Grupare Cracovia. Între anii 1945-1947 a studiat la Academia de Arte Frumoase din Cracovia, la clasa profesorului Eugeniusz Eibisch. La Prima Expoziție de Artă Modernă de la Cracovia (1948) a expus picturi în stilul abstractizării geometrice.
La începutul carierei sale artistice a fost asistentul lui Tadeusz Kantor, rămânând totodată sub influența lui Tadeusz Brzozowski. În perioada realismului socialist s-a ocupat de arta sacră și de scenografie. În 1950 s-a mutat împreună cu soția sa Zofia la Łódź, pe strada Narutowicza 113. Zofia a lucrat ca scenograf la Teatrul de Păpuși Arlechin, iar el ca director artistic al Direcției de Stat a Teatrelor de Păpuși. Nowosielski a fost cel care, în 1952, a creat marionetele și scenografia pentru spectacolul „Ursul Łazęga” al Teatrului Pinocchio. Aici a stabilit legături strânse cu Teresa Tyszkiewicz și Stanisław Fijałkowski. În 1957 a devenit lector la Academia de Arte Frumoase Władysław Strzemiński în Łódź, unde, la început, a predat la atelierul de proiectare a țesăturilor decorative, apoi la atelierul de pictură. În aceeași perioadă s-a legat de gruparea artistică „Al cincilea cerc” din Łódź. Perioada petrecută la Łódź și-a lăsat amprenta asupra picturilor artistului, printre altele asupra seriei de picturi pe care le-a intitulat „Peisaj din Łódź”. Despre vechile fabrici din Łódź spunea că sunt „gotice de Łódź”.
Prima sa expoziție a avut loc în 1955, imediat apoi a reprezentat Polonia la Bienala de la Veneția (1956) și din São Paulo (1959). A părăsit orașul Łódź împreună cu soția sa în septembrie 1962, pentru a se întoarce la Cracovia.
Începând cu anul 1976, a fost profesor la Academia de Arte Frumoase din Cracovia, precum și membru al Academiei Poloneze de Arte și Științe, al Grupului Tinerilor Artiști și al Grupării Cracovia.
În 1996, împreună cu soția sa Zofia a fondat Fundația Nowosielski, al cărei scop este de a sprijini realizările remarcabile ale culturii poloneze prin acordarea de burse și premii anuale.
A fost înmormântat la 26 februarie 2011 pe Aleea celor Vrednici în cimitirul Rakowicki din Cracovia (parcela: LXIXPASB, rândul: 1, locul: 12).

## Opera
Încă de mic copil a fost fascinat de liturghia răsăriteană în care a fost crescut (mai întâi ca greco-catolic, apoi ca ortodox).
A scris icoane care au făcut parte din compoziții metafizice sau peisaje; formelor pictate plat le-a dat contur. A realizat decorații monumentale de perete, printre altele în biserica din Lourdes, biserica Duhul Sfânt  din Tychy, biserica Neprihănita Zămislire a Preasfintei Fecioare Maria din Cracovia, biserica ortodoxă Sf. Ioan Scărarul din Varșovia, biserica ortodoxă Nașterea Preasfintei Fecioare Maria din Gródek, biserica ortodoxă Nașterea Preasfintei Fecioare Maria din Kętrzyn, biserica Providența Divină din Varșovia (cartierul Wesoła), biserica Înălțarea Sfintei Cruci din cartierul Jelonki, în Varșovia și biserica ortodoxă din Hajnówka.
Iconostasele și picturile lui Jerzy Nowosielski decorează, printre altele, Catedrala Greco-Catolică Sf. Vincent și Catedrala Sf. Iacob din Wrocław, biserica Înălțarea Sfintei Cruci din Górowo Iławeckie, capela Casei de Reculegere din Varșovia (cartierul Wesoła), capela Seminarului Arhiepiscopal din Lublin, unde se roagă absolvenții greco-catolici, și capela Mănăstirii Basiliene din Węgorzewo. La Cracovia a proiectat și construit capela greco-catolică Sf. Boris și Gleb din clădirea Capitulului Arhiepiscopal de pe strada Kanonicza.
În Biały Bór a construit o bisericuță greco-catolică în care a proiectat arhitectura și mobilierul, precum și a pictat interiorul.
Ultima lucrare neterminată a lui Jerzy Nowosielski este un crucifix aflat în biserica Sf. Dominic din cartierul Służew în Varșovia.
A scris lucrări teoretice având ca temă icoana și pictura, precum:
- Despre icoane. Conversații cu Jerzy Nowosielski (1985)
- Alteritatea Ortodoxiei (1991)

## Decorații, titluri, distincții
- Marea Cruce a Ordinului „Renașterea Poloniei” (7 ianuarie 1998)
- Crucea de Comandant a Ordinului „Renașterea Poloniei” (1993)
- Medalia de aur pentru meritul culturii „Gloria Artis” (2008)
- Doctor Honoris Causa al Universității Jagiellone (2000)
- Premiul Totus la categoria „Realizări în domeniul culturii creștine” (2000)
- Premiul orașului Cracovia (1987, 1996)
- Premiul „Jan Cybis” (1988)
- Premiul Ministrului Culturii și Artei, gradul I (22 iulie 1973).

## In memoriam
În mai 2012, în Palatul Prezidențial din Varșovia a fost deschisă Sala Jerzy Nowosielski, unde au putut fi văzute 10 lucrări ale artistului.
Prin rezoluția Seim-ului Republicii Polone (al IX-lea mandat) din 22 iulie 2022, s-a hotărât ca anul 2023 să fie Anul Jerzy Nowosielski.

## Efracție și furt de colecții
La două zile după moartea artistului, poliția a stabilit că în intervalul orar cuprins între după-amiaza zilei de 22 februarie 2011 și dimineața zilei de 23 februarie 2011, apartamentul lui Nowosielski a fost spart, fiind furate picturile acestuia. Au fost furate 10 tablouri și icoane ale pictorului, două icoane ale unui autor necunoscut, două reproduceri ale unui autor necunoscut, două ceasuri, câteva suveniruri și 230 de zloți. Pe 5 martie 2011, purtătorul de cuvânt al poliției din regiunea Polonia Mică a anunțat că picturile furate au fost recuperate. Pe 8 martie 2011, lucrările și obiectele recuperate în urma spargerii au fost donate Fundației Nowosielski, al cărei președinte este Andrzej Starmach, cândva vechi prieten și protector al pictorului.

## Distrugerea policromului din Olszyny
În august-septembrie 2015, a fost distrus policromul realizat de Nowosielski în anii 1956-1957 pe peretele altarului și pe bolta capelei bisericii parohiale din Olszyny, lângă Wojnicz. La cererea preotului paroh, preotul Jakub Rozum, policromul a fost revopsit complet de un pictor amator din Żegocina. A fost poleit cu aur, iar fețele personajelor au fost realizate asemănător celor din picturile de târguri. Policromul nu a fost înscris în registrul monumentelor.
Starea inițială a policromului a fost restabilită în 2017 în urma unui ordin de conservare.